# Arturo Lanteri
Arturo Lanteri fue un dibujante y director de cine que nació en Argentina en 1891 y falleció en el mismo país en 1975.

## Carrera profesional
Luego de haber dibujado para diversas publicaciones, entre ellas la cinematográfica Excelsior de Augusto Álvarez, la revista El Hogar, de Editorial Haynes, de aparición semanal, comienza en 1916 a incluir la historieta Las aventuras de El negro Raúl, creada por Arturo Lanteri sobre la base de un personaje real de la fauna porteña. El éxito de la historieta hizo que a pedido de la editorial Lanteri creara otro personaje, "Tijerita", que apareció en la revista Mundo Argentino en 1918. 
El mayor éxito lo obtuvo el dibujante con Las aventuras de don Pancho Talero, historieta inspirada en Bringing Up Father de George McManus que publicaba el diario La Nación de Argentina con el título de Pequeñas delicias de la vida conyugal. Pancho Talero fue la primera historieta argentina cuyos personajes eran una familia y se publicó entre 1922 y 1943 en El Hogar. La historieta, que captaba un amplio espectro de la vida cotidiana tenía como protagonista principal a don Pancho, un hombre sometido por Petrona, su mujer, que a veces calzaba espuelas sobre sus zapatos y que personificaba a los propietarios rurales a los que el auge económico de la época permitió radicarse en la ciudad y acceder, entre otras cosas, a una casa confortable y a un auto. Los hábitos y gustos de ese sector cambiaban al mudarse a vivir en la ciudad y no eran pocos los que querían ocultar su procedencia para no pasar por “brutos” y ser víctimas de las burlas porteñas. La popularidad de esta historieta hizo nacer el tango milonga homónimo de autoría de Salvador Granata y Orlando Romanelli.
Otro personaje creado por el dibujante fue "Anacleto Bataraz", publicado a partir de 1924 en Mundo Argentino. Era un hijo de estancieros que en su ida a la ciudad para estudiar había aprendido todo lo malo que se atribuye a los porteños y se había convertido en un “avivado” que, de regreso al campo paterno, pretendía transformar la sencilla vida campesina con ideas que, por lógica, les resultaban mal: hacer de la pulpería un cabaret o arar el campo con una moto. Cabe recordar que el enfrentamiento entre el padre “gaucho” y el hijo educado en la ciudad fue abordado en M'hijo el dotor, de Florencio Sánchez, una obra cumbre del teatro rioplatense que se estrenó en 1903.

## Películas de Lanteri
Aprovechando que había obtenido el premio mayor en la lotería Arturo Lanteri produjo, guionó y dirigió tres filmes en base el personaje de la historieta Don Pancho Talero y su familia: Las aventuras de Pancho Talero  (1929), Pancho Talero en la prehistoria (1930) y Pancho Talero en Hollywood  (1931). 
El crítico de cine Paraná Sendrós luego de señalar que el director de los filmes era a la vez el dibujante de la historieta, dice que:

“modeló con su obra el sentido de la historieta nacional costumbrista, parienta directa del teatro familiar y la comedia radial. Era de temer que producciones posteriores se recostaran en esos parientes, pero las suyas miraron, ya desde el papel, bien hacia el cine cómico de la época, o lo que le resultaba cómico: el gaucho Fairbanks style, por ejemplo, sazonando su visión risueña de la vida con más picardía y payasadas de lo que podía dibujar con su modo socarrón y primitivo, que hoy diríamos naif”.

Arturo Lanteri falleció en Argentina en 1975.

## Filmografía
Director
- Pancho Talero en Hollywood  (1931)
- Pancho Talero en la prehistoria  (1930)
- Las aventuras de Pancho Talero  (1929)

Guionista
- Pancho Talero en Hollywood  (1931)
- Pancho Talero en la prehistoria  (1930)
- Las aventuras de Pancho Talero  (1929)

Productor
- Pancho Talero en Hollywood  (1931)
- Pancho Talero en la prehistoria  (1930)